# Velleius
Velleius (nume complet Marcus Velleius Paterculus, după alte surse Caius/Gaius Velleius Paterculus) (n. 19 î.Hr. – d. 31 d.Hr.) a fost un istoric roman. El a luat parte la campaniile romane din Germania, Panonia și Dalmația.
1. 1 2 3  Autoritatea BnF, accesat în 10 octombrie 2015
2. ↑  RSKD / Magii[*] Verificați valoarea |titlelink= (ajutor)
3. ↑  CONOR.SI[*] Verificați valoarea |titlelink= (ajutor)